# Brendan Gleeson
Brendan Gleeson (Dublin, 1955. március 29. –) Primetime Emmy-díjas ír színész.
Ismert szerepe volt Alastor "Rémszem" Mordon a Harry Potter-filmekben (2005–2010). Főszerepeket alakított a 28 nappal később (2002), az Erőszakik (2008), A Guardista (2011), a Kisvárosi doktor (2013), és a Kálvária (2014) című filmekben. Mellékszereplőként tűnt fel olyan változatos műfajú mozikban, mint A rettenthetetlen (1995), a Michael Collins (1996), az A. I. – Mesterséges értelem (2001), a New York bandái (2002), a Hideghegy (2003), a Trója (2004), a Mennyei királyság (2005), a Hupikék törpikék 2. (2013), A szüfrazsett (2015), a Paddington 2. (2017) és a Buster Scruggs balladája (2018).
A 2009-es Churchill háborúja című tévéfilm címszerepében Primetime Emmy-díjat nyert és Golden Globe-ra is jelölték. Szerepelt a Mr. Mercedes és a The Comey Rule című sorozatokban – utóbbival Donald Trump megformálásáért újabb Golden Globe-jelölést szerzett.
Fiai, Domhnall Gleeson és Brian Gleeson szintén színészek.

## Fiatalkora
Dublinban született. Miután egy időre elhagyta az iskolát, két évig egy irodában dolgozott. A dublini University College-ban diplomázott, majd a londoni Drámaiskolába ment. Három év tanulás után jelentkezett a Királyi Nemzeti Színházhoz, a Globe Színházhoz és a Royal Shakespeare Company-hez. Kritikai elismeréseket szerzett Lear király, III. Richárd és Hamlet megformálásával. 
A színházakban töltött évek után visszatért Írországba és gimnáziumban tanított ír nyelvet. akkoriban a Dublini Shakespeare Fesztiválon aratott sikereket.

## Színészi pályafutása
Gleeson 34 évesen kezdett el forgatni. Első jelentős szerepét a Michael Collins megszemélyesítésével a Treaty című filmben alakította. 1992-ben Jacob's-díjat kapott érte.

## Magánélete
1982 óta Mary Weldon házastársa. Négy fiuk született: Domhnall, Fergus, Brían és Rory. Domhnall és Brian apjukhoz hasonlóan szintén színészek.

## Filmográfia

### Film
| Év   | Magyar cím                                               | Eredeti cím                                   | Szerep                               | Magyar hang      |
| ---- | -------------------------------------------------------- | --------------------------------------------- | ------------------------------------ | ---------------- |
| 1990 | A rét                                                    | The Field                                     | kőfejtő                              |                  |
| 1992 |                                                          | The Bargain Shop                              | Jim Kennedy                          |                  |
| 1992 | Túl az Óperencián                                        | Far and Away                                  | rendőr                               |                  |
| 1992 | Irány a nyugat                                           | Into the West                                 | Bolger felügyelő                     |                  |
| 1995 | A rettenthetetlen                                        | Braveheart                                    | Hamish Campbell                      | Csankó Zoltán    |
| 1996 | Angela Mooney megint meghal                              | Angela Mooney Dies Again                      | Barney Mooney                        |                  |
| 1996 | Michael Collins                                          | Michael Collins                               | Liam Tobin                           | Hankó Attila     |
| 1996 |                                                          | Trojan Eddie                                  | Ginger                               |                  |
| 1997 |                                                          | Messaggi quasi segreti                        | Frank Ferguson                       |                  |
| 1997 | Légörvény                                                | Turbulence                                    | Stubbs                               | R. Kárpáti Péter |
| 1997 | A kis véreskezű                                          | The Butcher Boy                               | Bubbles atya                         | Holl Nándor      |
| 1997 |                                                          | A Further Gesture                             | Richard                              |                  |
| 1997 | Lerohadás                                                | I Went Down                                   | Bunny Kelly                          |                  |
| 1998 | A bűncézár                                               | The General                                   | Martin Cahill                        | Bácskai János    |
| 1998 |                                                          | The Tale of Sweety Barrett                    | Sweet Barrett                        |                  |
| 1999 | Apám története                                           | This Is My Father                             | Garda Jim                            |                  |
| 1999 | A szörny                                                 | Lake Placid                                   | Hank Keough seriff                   | Papp János       |
| 1999 | Élet a birtokon                                          | My Life So Far                                | Jim Menries                          |                  |
| 2000 | Mission: Impossible 2.                                   | Mission: Impossible 2                         | John C. McCloy                       | Kajtár Róbert    |
| 2000 | A felejtés virágai                                       | Harrison's Flowers                            | Marc Stevenson                       | Csuja Imre       |
| 2000 | Sósvíz                                                   | Saltwater                                     | Simple Simon                         |                  |
| 2000 | Szakács a pácban                                         | Wild About Harry                              | Harry McKee                          | Csuja Imre       |
| 2001 |                                                          | J.J. Biker                                    | ismeretlen szerep                    |                  |
| 2001 | A panamai szabó                                          | The Tailor of Panama                          | Michelangelo "Mickie" Abraxas        | Besenczi Árpád   |
| 2001 | A. I. – Mesterséges értelem                              | A.I. Artificial Intelligence                  | Lord Johnson-Johnson                 | Várkonyi András  |
| 2002 | 28 nappal később                                         | 28 Days Later                                 | Frank                                | Bácskai János    |
| 2002 | New York bandái                                          | Gangs of New York                             | Walter "Monk" McGinn                 | Csuja Imre       |
| 2002 | Dark Blue                                                | Dark Blue                                     | Jack Van Meter                       | Kardos Gábor     |
| 2003 | Hideghegy                                                | Cold Mountain                                 | Stobrod Thewes                       | Sörös Sándor     |
| 2004 | Az én hazámban                                           | In My Country                                 | De Jager ezredes                     |                  |
| 2004 | Trója                                                    | Troy                                          | Menelaosz király                     | Konrád Antal     |
| 2004 | A falu                                                   | The Village                                   | August Nicholson                     | Borbiczki Ferenc |
| 2005 | Mennyei királyság                                        | Kingdom of Heaven                             | Châtillon fejedelem                  | Csuja Imre       |
| 2005 | Reggeli a Plútón                                         | Breakfast on Pluto                            | John Joe Kenny                       | Borbiczki Ferenc |
| 2005 | Harry Potter és a Tűz Serlege                            | Harry Potter and the Goblet of Fire           | Alastor "Rémszem" Mordon             | Csuja Imre       |
| 2006 |                                                          | Studs                                         | Walter Keegan                        |                  |
| 2006 |                                                          | The Tiger's Tail                              | Liam O'Leary                         |                  |
| 2007 | Fekete bárány                                            | Black Irish                                   | Desmond                              |                  |
| 2007 | Harry Potter és a Főnix Rendje                           | Harry Potter and the Order of the Phoenix     | Alastor "Rémszem" Mordon             | Csuja Imre       |
| 2007 | Beowulf – Legendák lovagja                               | Beowulf                                       | Wiglaf                               | Borbiczki Ferenc |
| 2008 | Erőszakik                                                | In Bruges                                     | Ken                                  | Besenczi Árpád   |
| 2009 | Kells titka                                              | The Secret of Kells                           | Cellach apát (hangja)                |                  |
| 2009 | A vérdíj                                                 | Perrier's Bounty                              | Darren Perrier                       | Csuja Imre       |
| 2010 | Zöld Zóna                                                | Green Zone                                    | Martin Brown                         | Csuja Imre       |
| 2010 | Harry Potter és a Halál ereklyéi 1.                      | Harry Potter and the Deathly Hallows – Part 1 | Alastor "Rémszem" Mordon             | Csuja Imre       |
| 2011 | A Guardista                                              | The Guard                                     | Gerry Boyle őrmester                 | Csuja Imre       |
| 2011 | Albert Nobbs                                             | Albert Nobbs                                  | Dr. Holloran                         | Barbinek Péter   |
| 2011 | A kupa                                                   | The Cup                                       | Dermot Weld                          | Faragó András    |
| 2012 | Védhetetlen                                              | Safe House                                    | David Barlow                         | Törköly Levente  |
| 2012 | A holló                                                  | The Raven                                     | Charles Hamilton százados            | Várkonyi András  |
| 2012 | Kalózok! – A kétballábas banda                           | The Pirates! In an Adventure with Scientists! | Köszvényes kalóz (hangja)            | Csuja Imre       |
| 2012 | A hallgatás szabálya                                     | The Company You Keep                          | Henry Osborne                        | Csuja Imre       |
| 2013 | Hupikék törpikék 2.                                      | The Smurfs 2                                  | Victor Doyle                         | Besenczi Árpád   |
| 2013 | Kisvárosi doktor                                         | The Grand Seduction                           | Murray French                        | Besenczi Árpád   |
| 2014 | Kálvária                                                 | Calvary                                       | James Lavelle atya                   | Papp János       |
| 2014 | A holnap határa                                          | Edge of Tomorrow                              | Brigham tábornok                     | Rosta Sándor     |
| 2014 | A tenger dala                                            | Song of the Sea                               | Conor / Mac Lir (angol és ír hangja) |                  |
| 2014 | A Stonehearst Elmegyógyintézet                           | Stonehearst Asylum                            | elmeorvos                            | Kertész Péter    |
| 2015 | A szüfrazsett                                            | Suffragette                                   | Arthur Steed                         | Csuja Imre       |
| 2015 | A tenger szívében                                        | In the Heart of the Sea                       | Thomas Nickerson idősen              | Csuja Imre       |
| 2015 |                                                          | Pursuit                                       | Searbhán                             |                  |
| 2016 |                                                          | Alone in Berlin                               | Otto Quangel                         |                  |
| 2016 |                                                          | Trespass Against Us                           | Colby Cutler                         |                  |
| 2016 | Az éjszaka törvénye                                      | Live by Night                                 | Thomas Coughlin                      | Sörös Sándor     |
| 2016 | Assassin’s Creed                                         | Assassin's Creed                              | Joseph Lynch                         | Rosta Sándor     |
| 2017 |                                                          | Hampstead                                     | Donald Horner                        |                  |
| 2017 | Paddington 2.                                            | Paddington 2                                  | Knuckles McGinty                     | Borbiczki Ferenc |
| 2018 | Morten kapitány és a pókkirálynő                         | Captain Morten and the Spider Queen           | apa (hangja)                         |                  |
| 2018 | Buster Scruggs balladája ("The Mortal Remains" szegmens) | The Ballad of Buster Scruggs                  | ír férfi (Clarence)                  |                  |
| 2019 |                                                          | Frankie                                       | Jimmy                                |                  |
| 2019 |                                                          | Ghost in the Graveyard                        | tanuló / statiszta                   |                  |
| 2021 | Riverdance: Egy táncos kaland                            | Riverdance: The Animated Adventure            | vadász (hangja)                      | Törköly Levente  |
| 2021 | Macbeth tragédiája                                       | The Tragedy of Macbeth                        | Duncan király                        |                  |
| 2022 | A sziget szellemei                                       | The Banshees of Inisherin                     | Colm Doherty                         | Gyabronka József |
| 2023 |                                                          | A Greyhound of a Girl                         | Paddy (hangja)                       |                  |
| 2024 | Joker: Kétszemélyes téboly                               | Joker: Folie à Deux                           | Jackie Sullivan                      | Besenczi Árpád   |

Egyéb filmek
- 1992: M.A.N.: Matrix Adjusted Normal (rövidfilm) – Dr. Abraham
- 1992: Conneely's Choice (rövidfilm) – Josie Conneely
- 1995: The Life of Reilly (rövidfilm) – páciens
- 1997: Before I Sleep (rövidfilm) – John Harte
- 2001: Cáca Milis (rövidfilm) – Pól
- 2004: Six Shooter (rövidfilm) – Donnelly
- 2010: Noreen (rövidfilm) – Con Keogh
- 2016: Atlantic (dokumentumfilm) – narrátor (hangja)
- 2018: Psychic (rövidfilm) – Jeremiah (filmrendezőként is)

### Televízió
| Év        | Magyar cím            | Eredeti cím                             | Szerep              | Megjegyzések                             |
| --------- | --------------------- | --------------------------------------- | ------------------- | ---------------------------------------- |
| 1989      |                       | Dear Sarah                              | Brendan Dowd        | tévéfilm                                 |
| 1990      |                       | Hard Shoulder                           | Lorry Driver        | tévéfilm                                 |
| 1991      |                       | Saint Oscar                             | ismeretlen szerep   | tévéfilm                                 |
| 1991      |                       | The Treaty                              | Michael Collins     | tévéfilm                                 |
| 1991      |                       | In the Border Country                   | farmer              | tévéfilm                                 |
| 1993      | Méregzsák             | The Snapper                             | Lester              | tévéfilm                                 |
| 1993      |                       | Screenplay                              | Thomas Macken       | 1 epizód                                 |
| 1994      |                       | The Lifeboat                            | Leslie Parry        | 9 epizód                                 |
| 1995      | Emberrablók           | Kidnapped                               | Red Fox             | tévéfilm                                 |
| 1998      |                       | Making the Cut                          | Flanagan            | tévéfilm                                 |
| 2005      | Hunyor-major          | Jakers! The Adventures of Piggley Winks | Ferny Toro (hangja) | 2 epizód                                 |
| 2009      | Churchill háborúja    | Into the Storm                          | Winston Churchill   | - tévéfilm - magyar hangja: - Papp János |
| 2017–2019 | Mr. Mercedes          | Mr. Mercedes                            | Bill Hodges         | 30 epizód                                |
| 2020      |                       | The Comey Rule                          | Donald Trump        | minisorozat (2 epizód)                   |
| 2021      |                       | Frank of Ireland                        | Liam                | 1 epizód                                 |
| 2022      | Egy házasság helyzete | State of the Union                      | Scott               | 10 epizód                                |

## Fordítás
- Ez a szócikk részben vagy egészben  a   Brendan Gleeson című angol Wikipédia-szócikk fordításán alapul.  Az eredeti cikk szerkesztőit annak laptörténete sorolja fel. Ez a jelzés csupán a megfogalmazás eredetét és a szerzői jogokat jelzi, nem szolgál a cikkben szereplő információk forrásmegjelöléseként.